# Amit Farkash
Amit Farkash (Ontario, 26 de mayo de 1989) es una actriz y cantante israelí de origen canadiense.
A los dos años emigró con su familia a Israel, donde vivó en Ramat Hasharon y Cesarea, y asistió a la escuela común Muelle de Michael. A los 13 años comenzó a estudiar canto.
Farkash saltó a la fama en 2006, cuando grabó la canción "Un Millón de Estrellas", en memoria de su hermano, el piloto Tom Farkash, quien murió en un accidente de helicóptero durante la Segunda Guerra del Líbano. La canción fue tocada en muchas estaciones de radio, y se ha convertido en la canción que más se identifica con la guerra en Israel.
Su servicio militar lo cumplió en la banda de la Fuerza Aérea. Al mismo tiempo, obtuvo uno de los papeles principales en el musical "High School Musical", basado en la exitosa película estadounidense del mismo nombre. El musicales, que se estrenó en verano de 2008, fue un éxito comercial.
En 2009, Farkash interpretó papeles principales en "Alex, pros y contras", del Canal de los Niños, y en la serie de ficción Split del canal HOT VOD Young, donde aparece como una chica introvertida de 15 años que es mitad vampiro y mitad humana. En 2009 trabajó en Festigal, como el ruiseñor imperial. En 2010 lanzó el sencillo "Masheu Hadash", de su álbum debut "Feel".
Amit está actualmente en el programa Dancing With The Stars de Israel.